# 天臨閣
天臨閣（てんりんかく）は、大坂城本丸にあった桃山様式の書院建築。紀州御殿（きしゅうごてん）の通称で知られた。

## 歴史
- 元和7年（1621年）、この頃和歌山城二の丸御殿が整備される。
- 慶応4年（1868年）、戊辰戦争により、大坂城本丸御殿が焼失。
- 1885年（明治18年）、和歌山城二の丸御殿の白書院、黒書院、遠侍を大坂城本丸へ移築する。陸軍大阪鎮台本営として利用され、紀州御殿と呼ばれる。
- 1888年（明治21年）、大阪鎮台が第4師団となり、第4師団司令部として利用される。
- 1931年（昭和6年）、大阪城天守の再建および本丸の公園化（大阪城公園の開園）により、大阪市民からの寄付で第4師団司令部庁舎（現・MIRAIZA OSAKA-JO（ミライザ大阪城））が完成する。紀州御殿は大阪市へ移管され、大阪市迎賓館となる。併せて日本庭園が整備される。
- 1932年（昭和7年）、昭和天皇行幸。紀州御殿が行在所となる。
- 1933年（昭和8年）、紀州御殿を「天臨閣」と改称する。
- 1945年（昭和20年）9月29日、進駐軍が接収。
- 1947年（昭和22年）9月12日、進駐軍の失火により焼失。